# Megastraea undosa
Megastraea undosa là một loài ốc biển lớn, là động vật thân mềm chân bụng sống ở biển thuộc họ Turbinidae, họ ốc xà cừ. Chúng là loài bản địa ở bờ biển của California.

## Hình ảnh

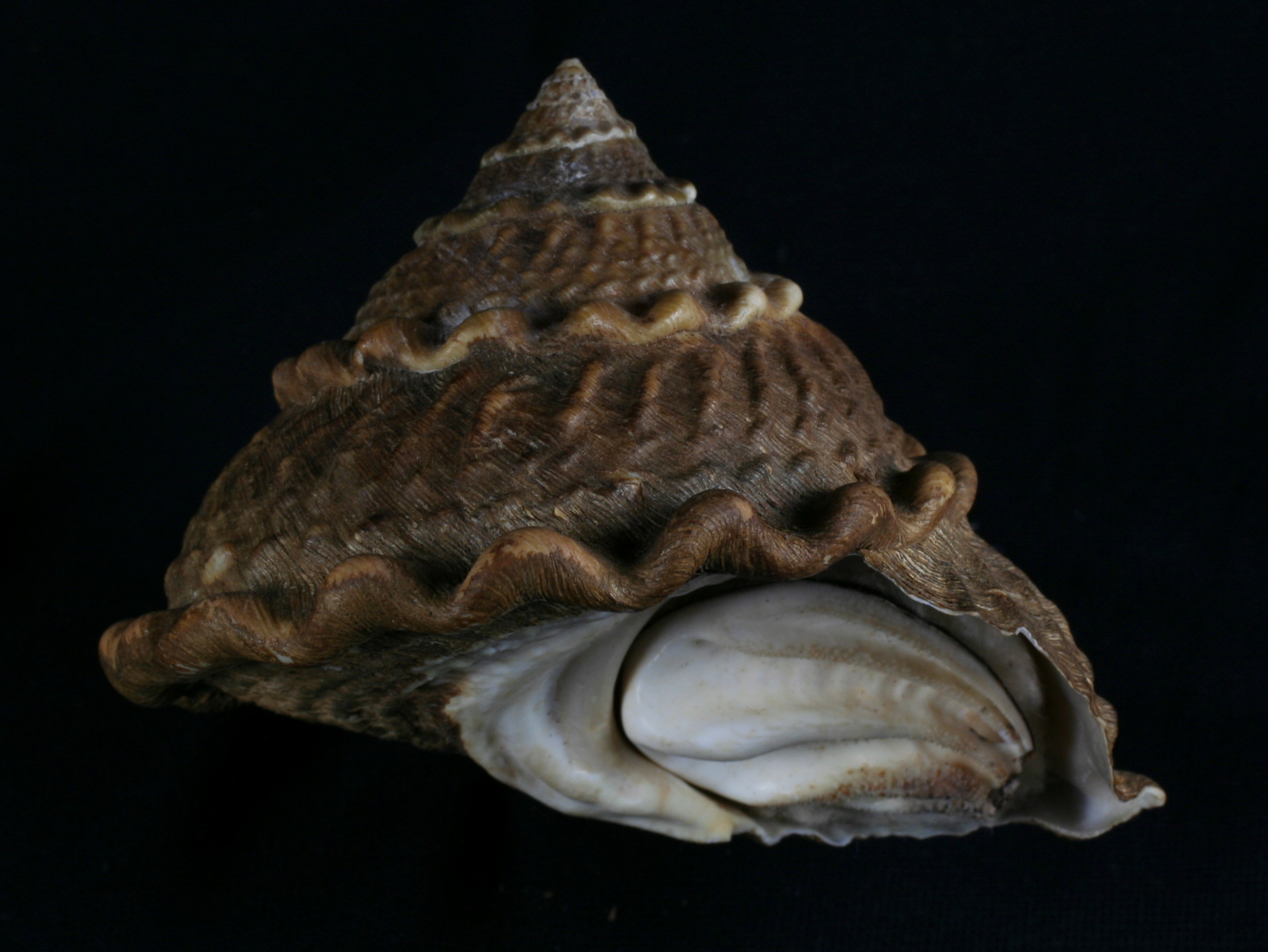
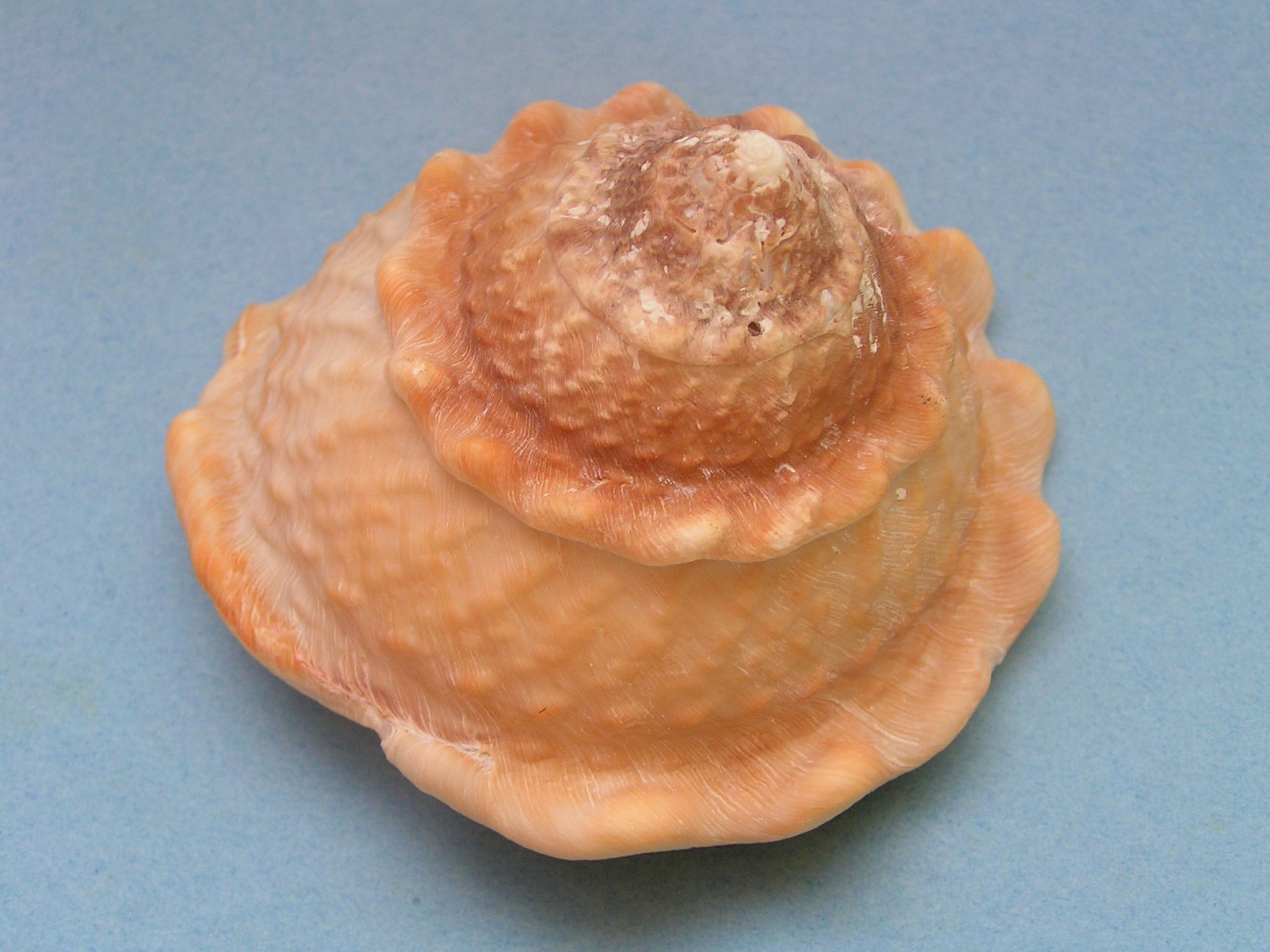
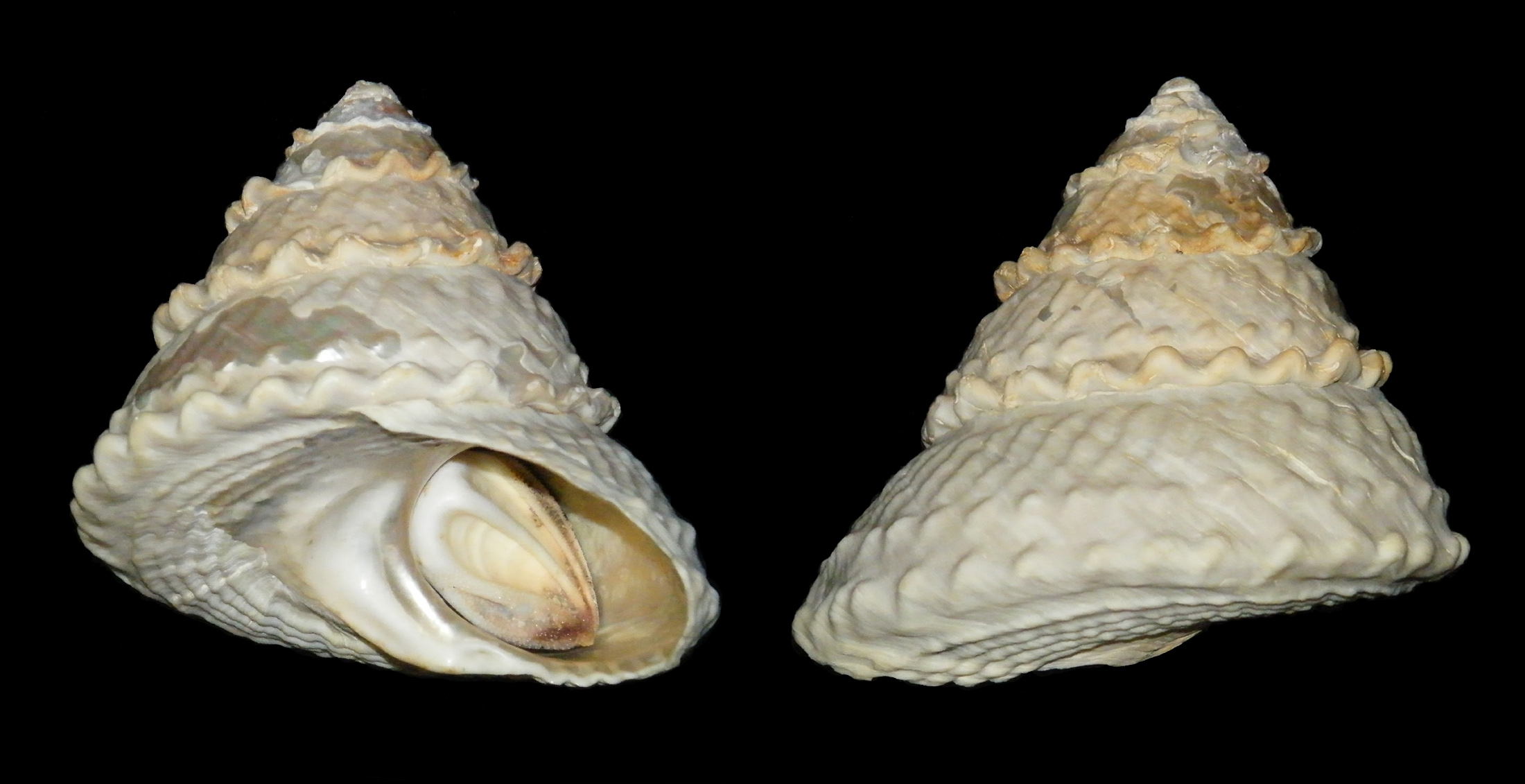
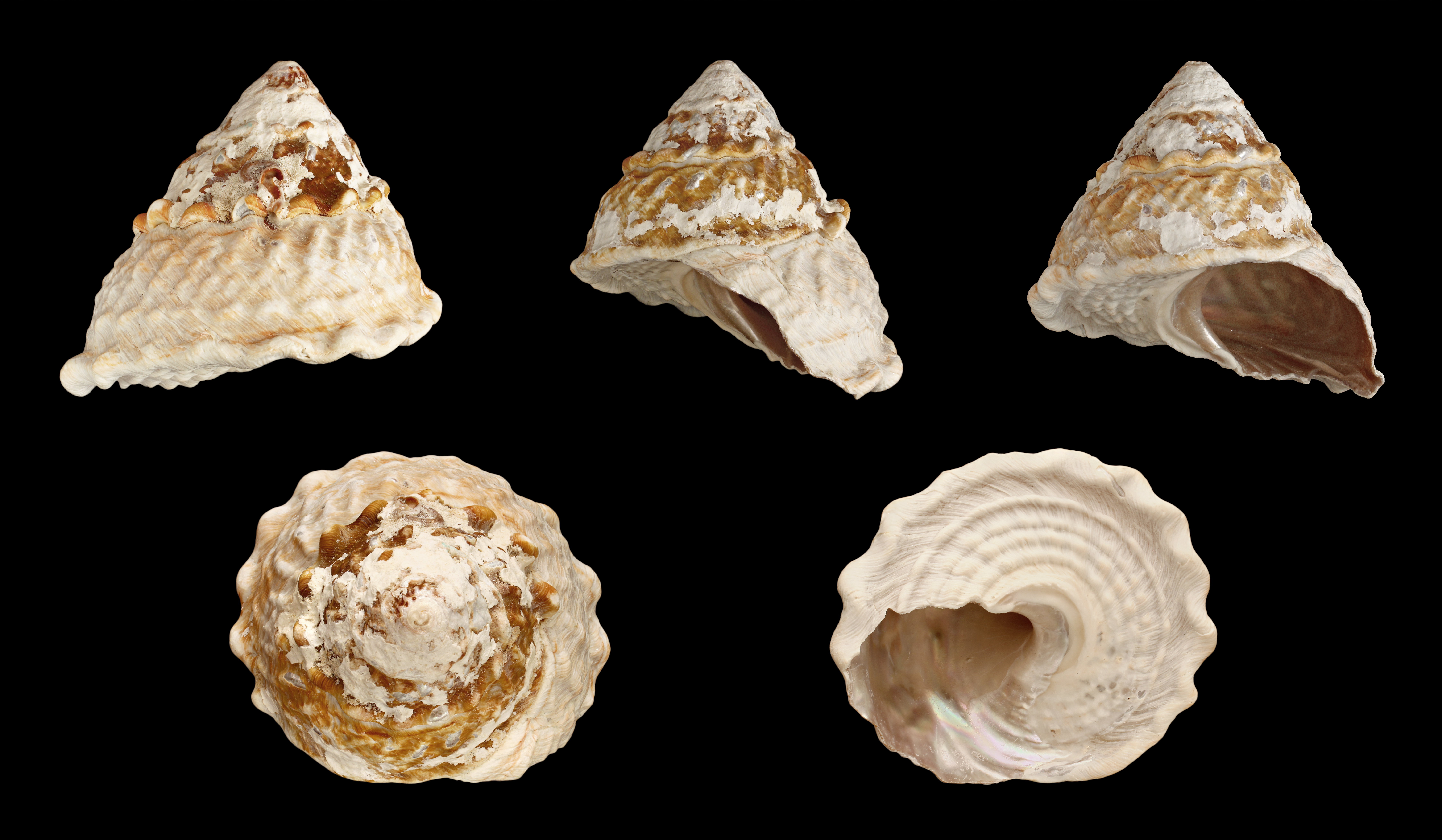